# 비스트 워즈
《비스트 워즈》(Beast Wars: Transformers)는 미국과 캐나다의 컴퓨터 그래픽스 텔레비전 애니메이션 시리즈이다. 1996년에 최초로 방영되었으며, 비스트 워즈 프랜차이즈의 플래그십 역할을 하였다. 이 시리즈는 오리지널 《트랜스포머》 세계관의 미래에서 벌어지는 이야기이다. 
이 시리즈는 캐나다의 메인프레임 엔터테인먼트에서 제작하였다. 세 개의 시즌은 모두 미국과 지역 1 구역에서 DVD로 출시되었다. 오스트레일리아에서는 시리즈의 10주년에 맞추어 2006년에 매드맨 엔터테인먼트가 지역 4 형식으로 세 개의 시즌을 모두 출시하였다. 이 박스 세트는 코멘터리, 성우와의 인터뷰 등 "세계 독점" 부가 영상을 제공한다.
대한민국에서는 1998년에 MBC에서 방영했으나 전체 52화 중 절반인 26화까지만 하고 조기종영했다.

## 한국판 성우진 (MBC)
- 변종필 - 다이노봇
- 송준석 - 타란튤라스
- 이진화 - 래트랩
- 임유진 - 브랙
- 최석필 - 스콜피녹
- 유해무 - 메가트론
- 이우신 - 라이녹스
- 신성호 - 옵티머스
- 엄태국 - 와스피나토
- 이종오 - 타이거트론
- 최원형 - 치토
- 최병상 - 테로소
- 김호성